# Holbrook (Derbyshire)
Pour les articles homonymes, voir Holbrook.
Holbrook est une paroisse civile et un village du Derbyshire, en Angleterre.